# تيد آيسنبرج
تيد آيسنبرج (بالإنجليزية: Ted Eisenberg)‏ هو جراح تجميل ‏ أمريكي، ولد في 21 يونيو 1952.